# John Wilson (Bischof)
John Wilson (* 4. Juli 1968 in Sheffield, South Yorkshire, England) ist ein englischer Geistlicher und römisch-katholischer Erzbischof von Southwark. Er ist zudem Großprior des Ritterordens vom Heiligen Grab zu Jerusalem in England und Wales.

## Leben
John Wilson wurde in der anglikanischen Church of England getauft und konvertierte 1985 im Alter von 16 Jahren zum römisch-katholischen Glauben. Wilson studierte an der University of Leeds, wo er einen Bachelor-Abschluss in Theologie und Religionswissenschaften erwarb. Anschließend studierte er am Päpstlichen Englischen Kolleg in Rom für das Priesteramt. Während der Priesterausbildung erwarb er das Baccalaureat in Theologie an der Päpstlichen Universität Gregoriana und das Lizenziat in Moraltheologie an der Päpstlichen Akademie Alfonsiana. Er empfing am 29. Juli 1995 das Sakrament der Priesterweihe durch Bischof David Every Konstant für das Bistum Leeds.
Er wurde 1995 Hilfspriester in der Pfarrei St. Joseph in Pontefract und war als Krankenhaus-, Hospiz- und Schulseelsorger tätig. Im Jahr 1998 wurde er zum Hilfspriester an St. Joseph in Bradford ernannt und war auch als Schulseelsorger tätig. 1999 wurde er Dozent für Moraltheologie am St Cuthbert's Seminary am Ushaw College in Durham. Außerdem absolvierte er ein PhD-Studium an der University of Durham und war zuletzt als Vizerektor tätig. Im Jahr 2005 wurde er zum Bischofsvikar für Evangelisierung im Bistum Leeds ernannt, ein Amt, das er bis 2012 innehatte. Von 2008 bis 2014 war er auch als Gefängnisseelsorger im HMP Leeds tätig. Im Jahr 2011 wurde er von Papst Benedikt XVI. zum Kaplan Seiner Heiligkeit ernannt. Gür die von September 2012 bis November 2014 währende Vakanz des Bischofssitzes wurde er vom Konsultorenkollegium zum Diözesanadministrator des Bistums Leeds bestimmt. Von 2015 bis 2016 war er Pfarrer der Pfarrei St. Martin de Porres in Wakefield.
Papst Franziskus ernannte ihn am 24. November 2015 zum Titularbischof von Lindisfarna und zum Weihbischof im Erzbistum Westminster. Die Bischofsweihe spendete ihm und dem gleichzeitig ernannten Paul McAleenan der Erzbischof von Westminster, Vincent Kardinal Nichols, am 25. Januar des folgenden Jahres. Mitkonsekratoren waren die Weihbischöfe John Sherrington und Nicholas Hudson.
Er war für die Seelsorge in den Dekanaten im Westen des Bistums zuständig. Er war auch Vorsitzender der Bildungskommission und hatte die Aufsicht über die ökumenische Arbeit und den interreligiösen Dialog auf Ebene des Bistums. Außerdem war er für Liturgie, Kunst und Architektur sowie für die Kommission für historische Kirchen zuständig.
Papst Franziskus ernannte ihn am 10. Juni 2019 nach dem Rücktritt von Erzbischof Peter David Smith zum Erzbischof von Southwark. Die Amtseinführung fand am 25. Juli desselben Jahres statt.
John Wilson engagiert sich für zahlreiche Sozialprojekte im Heiligen Land. Er ist Großoffizier des Ritterordens vom Heiligen Grab zu Jerusalem. Am 8. Mai 2021 wurde er von Kardinal-Großmeister Fernando Kardinal Filoni zum Großprior des Päpstlichen Ritterordens vom Heiligen Grab zu Jerusalem in England und Wales ernannt.